# David García Marquina
David García Marquina (Tafalla, 11 aprile 1970) è un ex ciclista su strada spagnolo.

## Palmarès

### Strada
- 1988 (Juniores, una vittoria)

Campionati spagnoli, Prova in linea Junior
- 1992 (Dilettanti, una vittoria)

1ª tappa - parte b Giro del Belgio Dilettanti (Beyne-Heusay, cronometro)
- 1993 (Dilettanti, una vittoria)

Classifica generale Vuelta a Bidasoa
- 1994 (Banesto, una vittoria)

Classifica generale Challenge de Mallorca

#### Altri successi
- 1997 (Euskaltel-Euskadi)

2ª tappa Vuelta a La Rioja (Calahorra, cronosquadre)

## Piazzamenti

### Grandi Giri
- Tour de France

1998: ritirato (10ª tappa)
- Vuelta a España

1994: 67º
1995: 7º
1996: ritirato (13ª tappa)
1997: 63º
1998: ritirato (10ª tappa)
1999: 39º

### Classiche monumento
- Giro delle Fiandre

1994: 85º
- Parigi-Roubaix

1999: ritirato

### Competizioni mondiali
- Campionati del mondo

Odense 1988 - In linea Junior: 33º
Oslo 1993 - In linea Dilettanti: 13º
Duitama 1995 - In linea Elite: ritirato